# Mégingaud de Wurtzbourg
Mégingaud (Mégingoz, ou Mégingot), né en 710 dans le royaume des Francs et mort en 783 à Neustadt am Main, fut à la suite de Burchard le second évêque de Wurtzbourg (753 – 769). Il était issu d'une noble famille de Francie orientale, les Mattonins, et selon l'archiviste et historien Lorenz Fries (de), il aurait été comte de Rothenburg ob der Tauber. Saint catholique, sa fête est le 16 mars.

## Biographie
Mégingaud aurait été un disciple de saint Boniface. Toujours est-il qu’à partir de 738 il est cité comme moine et diacre du monastère de « Frideslar » (Fritzlar), fondé par Boniface. C'est là qu'il reçut son éducation religieuse et l'enseignement du séminaire de l'abbaye. Il y fit certainement la connaissance de l'abbé Lullus, le futur archevêque de Mayence, et de Sturmius, le fondateur de l’Abbaye de Fulda.
En 742 Mégingaud est nommé abbé de Rorlach/Rorinlacha, sans doute par l'évêque Burchard de Wurtzbourg et par Boniface, qui le connaissaient depuis longtemps.
Lorsqu'en 753 Burchard se démit de ses fonctions d'évêque de Wurtzbourg, le roi Pépin le Bref choisit Mégingaud comme nouvel évêque, et Boniface le consacra comme évêque. Comme son prédécesseur Burchard, Megingaud s'impliqua fortement dans le gouvernement du royaume franc, ce qui l'amena à effectuer de fréquents voyages pour assister aux bans royaux et aux synodes. En 755, il consacra la crypte du nouveau monastère de Wurtzbourg. En 757, il est cité (sous le nom de « Mangaudus ») parmi les participants au concile de Compiègne. En 762 il est cité (sous le nom de « Mégingaud ») dans les actes de donation de l’abbaye de Prüm. Il est cité enfin (sous le nom de « Megingozus ») parmi les participants du synode d’Attigny en 765.
Mégingaud s'intéressait particulièrement à la théologie et à la pastorale, comme le montrent trois lettres à l’évêque Lull de Mayence parvenues jusqu'à nous. La première biographie de saint Boniface (Vita St. Bonifatii auctore Willibaldo) a été composée en 760 par Wilbald à la demande de Megingaud et de Lull.
En 769, Mégingaud abdiqua de sa chaire d'évêque, et se retira avec quelques moines au lieu-dit Rorlach/Rorinlacha où il fonda une abbaye bénédictine près de la « nouvelle ville », l'actuelle Neustadt.
Selon la Vita Burkardi, son successeur Berowelf, sur lequel Mégingaud se déchargea jusqu'à sa mort, envoya vers lui 50 fidèles et partisans à Neustadt après 770. Il faut sans doute rapprocher cette indication de la conversion forcée des Saxons programmée par Charlemagne. Le roi des Francs avait commencé ses campagnes militaires en Saxe en 772, à la mort de son frère Carloman en décembre 771. L'envoi de 50 moines de Wurtzbourg vers Neustadt lui donnait autant de missionnaires, dont le monastère de Neustadt aura été l'école.
Un capitulaire de mai 772 adressé à l'abbé Mégingaud du monastère de Neustadt garantit (d'après le Dr. Heinrich Wagner) la protection du roi et immunité. La basilique Saint-Nazaire de Lorsch est consacrée par l'évêque Lull de Mayence le 1er septembre 774. Charlemagne qui faisait étape non loin de là, assista à l'événement au cours de son retour de Rome à Fritzlar. Outre Mégingaud et son assistant Berowelf, tout l'élite du clergé franc participa à la cérémonie, entre autres Weomad de Trèves et le primat du haut clergé, l'évêque Enguerrand de Metz.
D'après Heinrich Wagner, un capitulaire de Charlemagne de 781, adressé à l'abbé Mégingaud du monastère de Neustadt, confirmerait la dotation en terres du monastère. L'abbaye carolingienne et l'église Pierre-et-Paul de la neue Statt (Nivenstat, Nuovenstatt) sont consacrées le 22 août 781, en présence de Charlemagne, de Guillebaud et de Lull de Mayence.
Mégingaud, mort le 24 (ou 26) septembre 783, fut d'abord inhumé à Neustadt. Ses cendres furent par la suite translatées en a cathédrale Saint-Sauveur (la future collégiale de Neumünster) de Wurtzbourg. Son sarcophage, qui se trouvait au XIVe siècle sous les orgues, fut déplacé en 1711 dans le caveau Saint-Kilian et occupe aujourd'hui la crypte ouest de la cathédrale de Neumünster. Ce sarcophage aurait été taillé dans la pierre à Neustadt (Herrmann, 1986).

## Épitaphe
Les distiques latins de l’épitaphe de l'évêque Mégingaud constituent la plus ancienne inscription monumentale d'époque franque qui nous soit intégralement conservée. En voici le texte :

PRAESVLIS HIC TEGITVR FAMOSI CESPITE CORPVS

TERRAM TERRA TENET SPIRITVS ASTRA PETIT

MAGINGODVS IN HAC ANTESTIS SORTE SECVNDUS

EXSTITIT ATQVE PIO PROMPTVS IN OFFICIO

SANCTUS ET HVNC QVONDAM BONIFATIVS ARCIS HONOREM

PERDVXIT SACRO CONSTITVITQVE GRADV

VIXIT IN HOC MUNDO CASTVS SINE CRIMINE VATES

GAVDENS CVM CHRISTO PRAEMIA CARPIT OVANS

OBIIT EPISCOPVS MAGINGODVS. VI KALENDAS OCTOBRIS.

1. Ce couvercle renferme la dépouille d’un illustre prélat
2. La terre reprend la terre, l'esprit retourne vers les astres
3. Magingod ici bas comme assistant du prince
4. officiait, son zèle au service de l'homme pieux
5. si dévoué un jour fit que Boniface lui apporte la récompense du palais
6. et lui confère la dignité sacrée
7. il vécut chaste en ce monde et exempt de faute
8. se réjouissant avec le Christ, heureux qu'il recueille la récompense
9. L'évêque Magingod est mort le VIe jour des calendes d'octobre (26 septembre)